# Атанас Костов
 Тази статия е за българския общественик и кмет на Пловдив.  За българския търговец и кмет на Плевен, вижте Атанас Костов (търговец).  
Атанас Костов е български общественик.

## Биография
Роден е през 1911 г. в Карасуле, Гърция. Семейството му се преселва в България след Първата световна война. Преселва се в Пловдив през 1922 г. През 1941 г. след провал на местната организация на РМС е арестуван и хвърлен в затвора. След преврата на 9 септември 1944 г. е освободен и работи в структурата на Министерството на вътрешните работи. Завършва партийна школа. Бил е заместник-министър на вътрешната търговия. Между 3 февруари 1959 и 1 април 1963 е кмет на град Пловдив. В периода 1963-1965 г. работи във Виетнам, където е изпратен, изпаднал в немилост след VIII конгрес на БКП като родственик на Антон Югов. Изключен е от партията, а по-късно реабилитиран.